# Edificio Alcide de Gasperi
El Edificio Alcide de Gasperi  (en luxemburgués: Alcide-De-Gasperi-Gebai; en francés: Bâtiment tour Alcide-De-Gasperi) es un rascacielos en la ciudad de Luxemburgo, en el sur del país europeo de Luxemburgo. Con 77 m (253 pies) de altura y unas 23 plantas, fue por un tiempo el edificio más alto de Luxemburgo[cita requerida]. Se encuentra en Kirchberg, en el noreste de la ciudad. Su construcción se inició en 1960 y fue concluida en 1965. Se trata de un complejo de oficinas propiedad de la Unión Europea.